# Žerotice
Žerotice är en ort i Tjeckien.   Den ligger i regionen Södra Mähren, i den sydöstra delen av landet, 180 km sydost om huvudstaden Prag. Žerotice ligger 206 meter över havet och antalet invånare är 297.
Terrängen runt Žerotice är huvudsakligen platt. Žerotice ligger nere i en dal. Runt Žerotice är det ganska glesbefolkat, med 42 invånare per kvadratkilometer. Närmaste större samhälle är Znojmo, 11,8 km sydväst om Žerotice. Trakten runt Žerotice består till största delen av jordbruksmark.